# مونته سن ویتو
مونته سن ویتو (به ایتالیایی: Monte San Vito) یک منطقهٔ مسکونی در ایتالیا است که در استان آنکونا واقع شده‌است.

## خصوصیات
مونته سن ویتو ۲۱٫۶ کیلومترمربع مساحت و ۶٬۵۴۴ نفر جمعیت دارد و ۱۳۷ متر بالاتر از سطح دریا واقع شده‌است.